# Mordellistena thurepalmi
Mordellistena thurepalmi es una especie de coleóptero de la familia Mordellidae.

## Distribución geográfica
Habita en Suecia.